# Mayetia
Mayetia es un género de coleópteros polífagos estafilínidos (Staphylinidae). Se distribuyen por el Paleártico (excepto las zonas polares) y la región indomalaya. Hay 20 especies en el Nuevo Mundo.

## Especies
Se reconocen las siguientes:
- Mayetia acuminata
- Mayetia adentisformis
- Mayetia advena
- Mayetia aigarvensis
- Mayetia alcazarae
- Mayetia amicorum
- Mayetia amplipennis
- Mayetia anforiformis
- Mayetia argensis
- Mayetia armata
- Mayetia atomus
- Mayetia ausaensis
- Mayetia balachowskyi
- Mayetia bastidea
- Mayetia benitoi
- Mayetia bergognei
- Mayetia bicorona
- Mayetia bifida
- Mayetia bifurcata
- Mayetia biscissa
- Mayetia bonadonai
- Mayetia bordei
- Mayetia bossongi
- Mayetia boysmani
- Mayetia bulla
- Mayetia caediferrea
- Mayetia caixensis
- Mayetia calabra
- Mayetia cantabrica
- Mayetia carpatica
- Mayetia carpetana
- Mayetia cassiana
- Mayetia castanetorum
- Mayetia caurelensis
- Mayetia cauriensis
- Mayetia colasi
- Mayetia collensis
- Mayetia comellinii
- Mayetia corsica
- Mayetia curtii
- Mayetia cyrnensis
- Mayetia damryi
- Mayetia debilis
- Mayetia delamarei
- Mayetia demoflysi
- Mayetia destructor
- Mayetia domestica
- Mayetia echinata
- Mayetia emeritensis
- Mayetia erratica
- Mayetia exilis
- Mayetia fagniezi
- Mayetia fistula
- Mayetia fontfrigida
- Mayetia fouresi
- Mayetia gabonica
- Mayetia galeriensis
- Mayetia galiberti
- Mayetia garganica
- Mayetia gavarrensis
- Mayetia gemmae
- Mayetia gesticularia
- Mayetia gigas
- Mayetia gorbeiana
- Mayetia graciliphallus
- Mayetia guixo
- Mayetia henryi
- Mayetia hervei
- Mayetia hoffmani
- Mayetia hoffmanni
- Mayetia holcartensis
- Mayetia iborensis
- Mayetia ishiiana
- Mayetia issolensis
- Mayetia istriensis
- Mayetia italica
- Mayetia jarrigei
- Mayetia jeanneli
- Mayetia jolyi
- Mayetia judsoni
- Mayetia kabyliana
- Mayetia laneyrei
- Mayetia laneyriei
- Mayetia langei
- Mayetia lavagnei
- Mayetia leenhardti
- Mayetia leporina
- Mayetia levasseuri
- Mayetia ligur
- Mayetia lousensis
- Mayetia lucens
- Mayetia lunensis
- Mayetia madeloca
- Mayetia manerensis
- Mayetia maremmana
- Mayetia maritima
- Mayetia martelensis
- Mayetia matzenaueri
- Mayetia maurettensis
- Mayetia mayeti
- Mayetia mendocinoensis
- Mayetia mesodentata
- Mayetia minguezae
- Mayetia minhoensis
- Mayetia minima
- Mayetia molloensis
- Mayetia monilis
- Mayetia moredensis
- Mayetia moscosoensis
- Mayetia nepalensis
- Mayetia nevesi
- Mayetia nicaeensis
- Mayetia normandi
- Mayetia occidentalis
- Mayetia ochsi
- Mayetia olotensis
- Mayetia oreina
- Mayetia ortunoi
- Mayetia ossulata
- Mayetia outereloi
- Mayetia pearsei
- Mayetia perezi
- Mayetia perezinigoi
- Mayetia perisi
- Mayetia perpusilla
- Mayetia perroti
- Mayetia persegaria
- Mayetia perthusiensis
- Mayetia peruana
- Mayetia pravitas
- Mayetia presai
- Mayetia pubiventris
- Mayetia pumilio
- Mayetia putahensis
- Mayetia pyrenaica
- Mayetia ramon
- Mayetia raneyi
- Mayetia rasensis
- Mayetia raymondi
- Mayetia realensis
- Mayetia reali
- Mayetia regalis
- Mayetia revelieri
- Mayetia revision
- Mayetia ruficollensis
- Mayetia schaeferi
- Mayetia scobina
- Mayetia simplex
- Mayetia sintrensis
- Mayetia skeeteri
- Mayetia smithi
- Mayetia solarii
- Mayetia sphaerifera
- Mayetia sphoerifer
- Mayetia spiniphallus
- Mayetia strigosa
- Mayetia subfagniezi
- Mayetia subhervei
- Mayetia subhoffmanni
- Mayetia tamega
- Mayetia tarraconensis
- Mayetia tibialis
- Mayetia tossensis
- Mayetia tridentigera
- Mayetia tronqueti
- Mayetia turneri
- Mayetia valinasensis
- Mayetia valleti
- Mayetia venezuelica
- Mayetia veraensis
- Mayetia vicina
- Mayetia vicoensis
- Mayetia vouga
- Mayetia walkeri